# Zborište (Brod)
Zborište (szerbül: Збориште), falu Bosznia-Hercegovinában, Brod községben, a Szerb Köztársaság északi régiójában. 

## Fekvése
A település Bosznia-Hercegovina északi részén, Dobojtól légvonalban 37, közúton 53 km-re északra, községközpontjától légvonalban 9, közúton 15 km-re délre, a Száva és jobb oldali mellékvize, az Ukrina jobb partján húzódó dombvidéken, 93-98 méteres magasságban fekszik.

## Népessége
| Nemzetiségi csoport | Népesség 1991 | Népesség 2013 |
| ------------------- | ------------- | ------------- |
| Szerb               | 608           | 383           |
| Bosnyák             | 0             | 0             |
| Horvát              | 145           | 17            |
| Jugoszláv           | 65            | 0             |
| Egyéb               | 36            | 1             |
| Összesen            | 854           | 401           |

## Története
A korábban Novo Selóhoz tartozó, többségben szerbek lakta település a második világháborúban Jugoszlávia megszállása után a Független Horvát Állam (NDH) része lett. A második világháború után 1992-ig a szocialista Jugoszlávia keretében a Bosznia-Hercegovinai Népköztársaság része volt. A boszniai háború idején 1992. szeptemberében heves harcok dúltak a falu birtoklásáért a szerb és a horvát erők között, végül október 1-jén vonultak be a településre a boszniai szerb fegyveres erők, az osinji dandár 2. zászlóaljának egységei. Ezután a falu a háború végéig szerb kézen maradt. A boszniai háborút lezáró daytoni békeszerződés rendelkezése alapján az ország területét felosztották a Bosznia-hercegovinai Föderáció és a boszniai Szerb Köztársaság között. A békeszerződés utáni területmegosztási megállapodás értelmében a település a Boszniai Szerb Köztársasághoz került.

## Nevezetességei
Szűz Mária Mennybevétele tiszteletére szentelt ortodox temploma. A templom mérete 8,8x5 méter. A templom építése 1998-ban kezdődött. Az alapokat Zvornik-Tuzla püspöke, Vaszilje szentelte fel 1999. június 1-jén. A templom terveit a szerbiai Kulában található Krug Tervezőirodában készítették. A templomot 2002. szeptember 8-án szentelte fel Vaszilje püspök. Az ikonosztázt és az ikonokat Boban Suvajac készítette a Prnjavor melletti Ilováról. A jelenlegi templom helyén egy kápolna állt, amelyet a horvát hadsereg 1992 májusában rombolt le. A kápolna építésének időpontjáról nincsenek adatok.